# Nancy Bird Walton
Nancy Bird Walton, née le 16 octobre 1915 et morte le 13 janvier 2009, est une pionnière australienne de l'aviation, connue sous le surnom de « The Angel of the Outback ».
Dans les années 1930, elle obtient sa licence de pilote à l'âge de 19 ans, ce qui en fait à l'époque la plus jeune australienne à pouvoir transporter des passagers..

## Biographie
Née à Kew (Nouvelle-Galles du Sud), elle fait ses études au Brighton College à Manly. Dès son plus jeune âge elle a voulu voler. Adolescente pendant la dépression économique, elle a du quitter l'école à 13 ans  Elle a appris à piloter à 17 ans. Sir Charles Kingsford Smith, le premier homme à avoir volé au-dessus du Pacifique, avait ouvert une école de pilotage près de Sydney, et elle a fait partie de ses premiers élèves. La plupart des femmes apprenaient à piloter pour leurs loisirs, mais Nancy souhaitait en faire son métier, ce qui n'avait jamais été le cas à l'époque.
Elle obtient sa licence de pilote commerciale à 19 ans, grâce à un don de sa grand-tante et un prêt de son père, qu'elle a par la suite remboursé. Elle achète alors son premier avion, un de Havilland DH.60 Moth. Peu après avec son amie Peggy Kelman (en), elle fait une tournée de cirque volant en Australie. Elle rencontre le Reverend Stanley Drummond qui souhaite mettre en place un service médical aérien, et en 1935 elle met en place le Royal Far West Children's Health Scheme, son avion étant utilisé pour le transport médical d'urgence.
En 1936 elle participe à la course aérienne entre Adélaïde et Brisbane où elle remporte le trophée féminin. En 1938 elle décide d'arrêter de voler, et la compagnie aérienne KLM l'invite à faire une tournée promotionnelle en Europe. Elle rentre en Australie peu après le début de la Seconde Guerre mondiale. En 1950 elle fonde l'Australian Women Pilots' Association (en) et en reste présidente pendant cinq années. En 1958 elle se remet au pilotage.
Elle s'était mariée avec un anglais, Charles Walton, à l'âge de 24 ans, avec qui elle a eu deux enfants.
Elle meurt en 2009 à l'âge de 93 ans, et en 2019 le premier ministre australien annonce que le nouvel aéroport de Sydney, le Western Sydney Airport, portera le nom de Western Sydney International (Nancy-Bird Walton) Airport.
Le premier Airbus A380 livré à la compagnie Quanta a été nommé en son honneur.

## Galerie

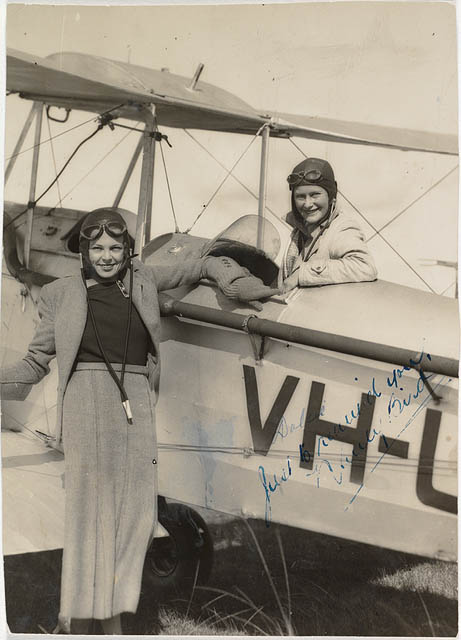
Jocelyn Howarth et Nancy Bird, vers 1930-33.
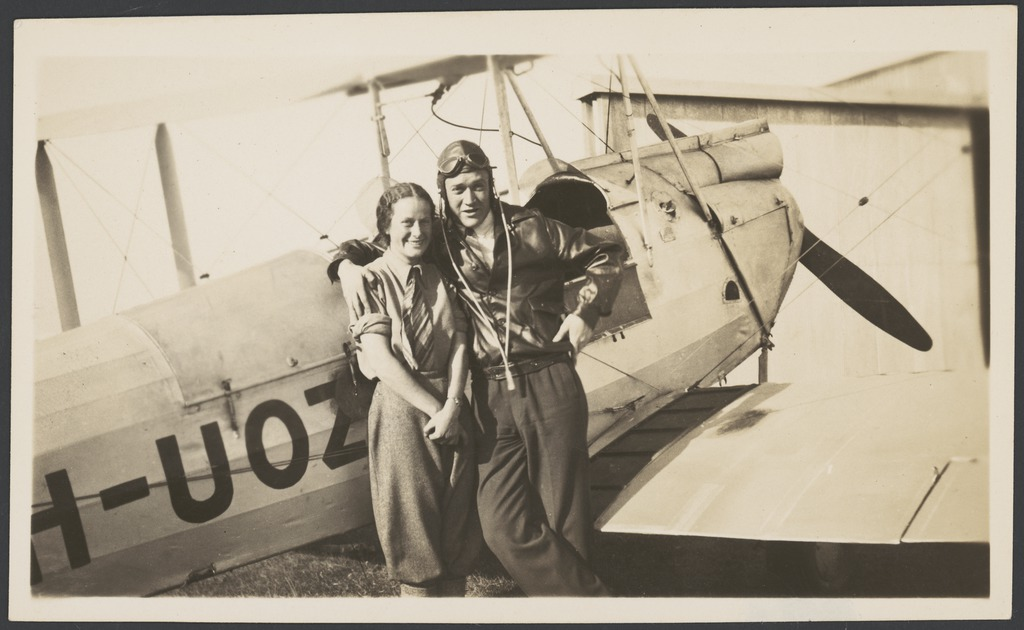
Nancy Bird et Jack Kingsfors-Smith devant un de Havilland DH.60M Moth
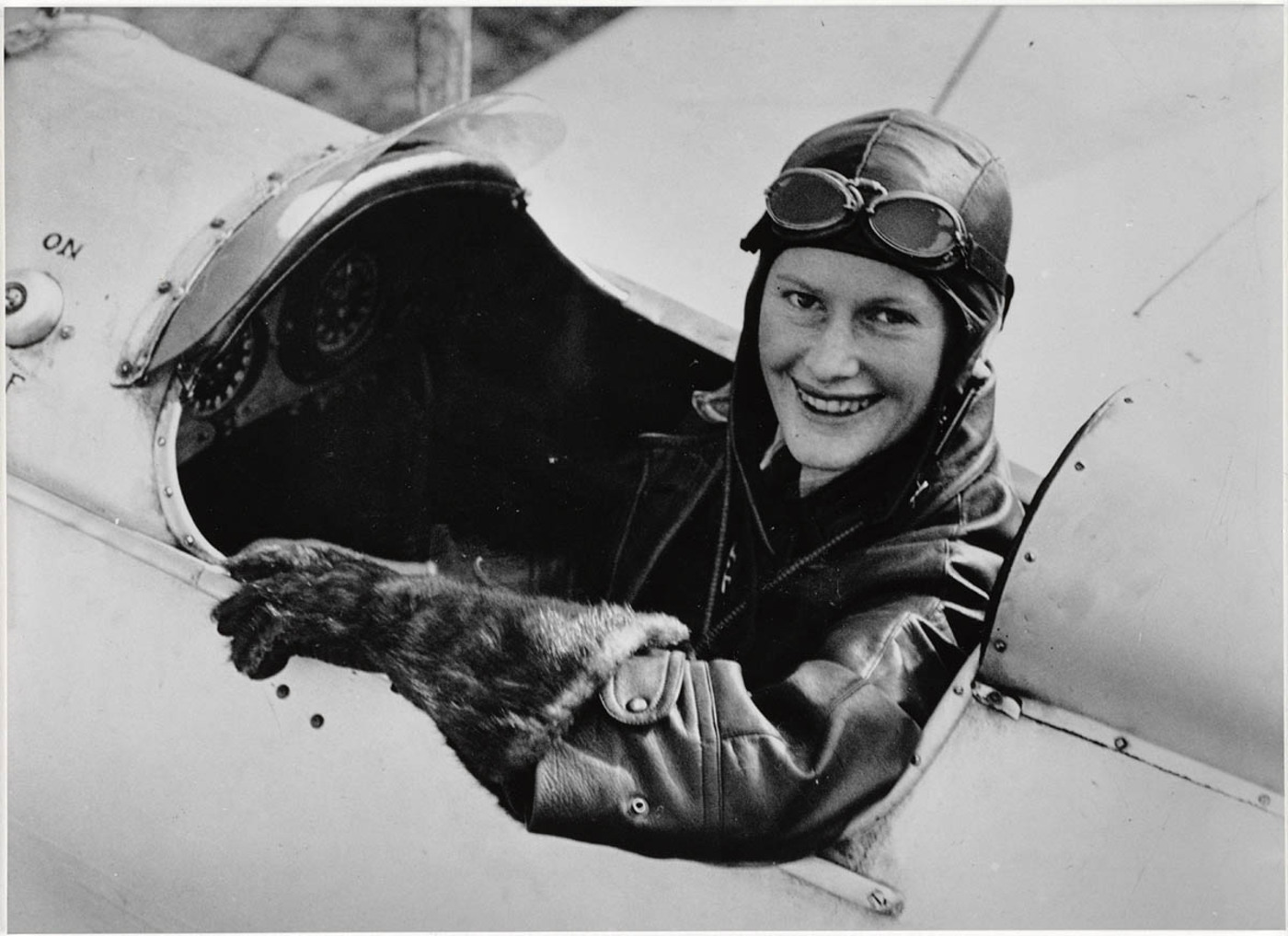
Nancy Bird à l'école de pilotage de Kingsford
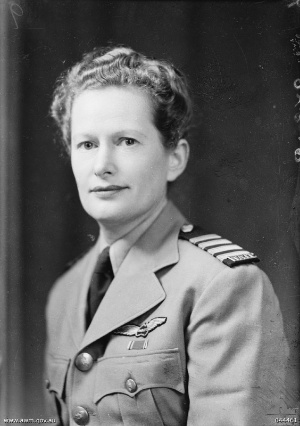
Nancy Bird pendant la guerre (entre 1942 et 1944)
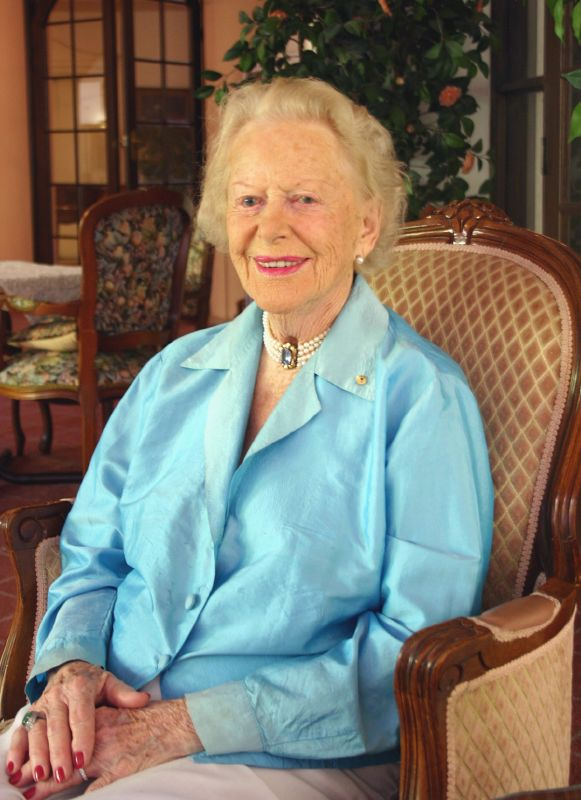
Nancy Bird en 2005